# Vicq (Nord)
Pour les articles homonymes, voir Vicq.
Vicq est une commune française située dans le département du Nord, en région Hauts-de-France.

## Géographie

### Localisation
| Fresnes-sur-Escaut | Quarouble | Quarouble |
| Fresnes-sur-Escaut | Vicq      | Quarouble |
| Onnaing            | Onnaing   | Quarouble |

### Hydrographie

#### Réseau hydrographique
La commune est située dans le bassin Artois-Picardie. Elle est drainée par la dérivation du canal de saint saulve et divers autres petits cours d'eau,.
La commune abritait autrefois un vaste marais, conjoint à celui de Fresne et d'Escaupont, dont il reste des reliques alimentées à la fois par la nappe et les eaux de surface, fortement boisées par des peupliers et saules qui en rabattent la nappe.
La toponymie et le cadastre ont conservé la mémoire de ces zones humides.
Des graves de silex ont été découvertes dans le marais de Vicq.

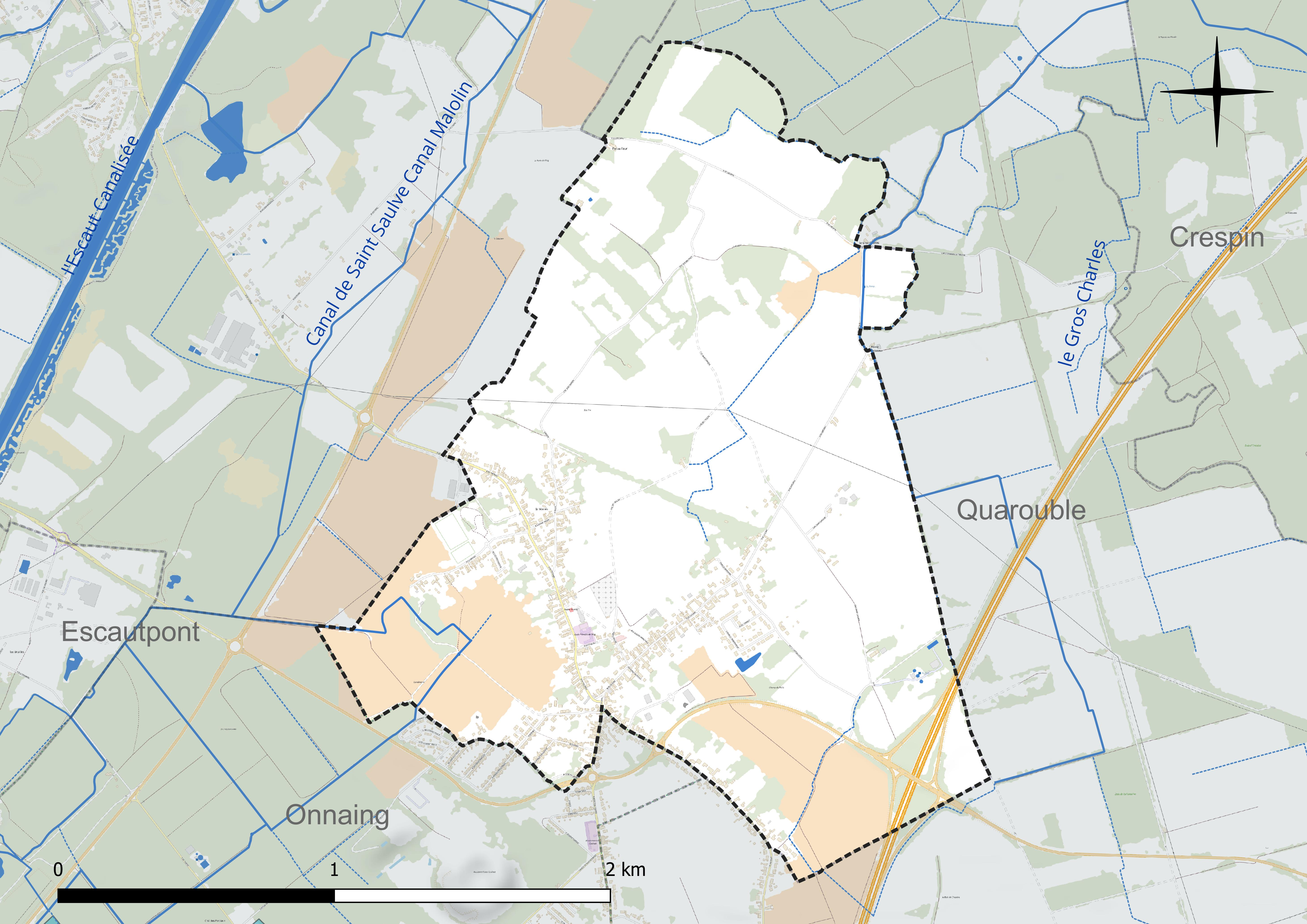
Réseau hydrographique de Vicq.

#### Gestion et qualité des eaux
Le territoire communal est couvert par le schéma d'aménagement et de gestion des eaux (SAGE) « Escaut ». Ce document de planification concerne un territoire de 2 005 km2 de superficie, délimité par le bassin versant de l'Escaut. Le périmètre a été arrêté le 9 juin 2006 et le SAGE proprement dit a été approuvé le 13 juillet 2021. La structure porteuse de l'élaboration et de la mise en œuvre est le syndicat mixte Escaut et Affluents (SyMEA). 
La qualité des cours d'eau peut être consultée sur un site dédié géré par les agences de l'eau et l'Agence française pour la biodiversité. 

### Climat
Pour des articles plus généraux, voir Climat des Hauts-de-France et Climat du Nord.
En 2010, le climat de la commune est de type climat océanique dégradé des plaines du Centre et du Nord, selon une étude du CNRS s'appuyant sur une série de données couvrant la période 1971-2000. En 2020, Météo-France publie une typologie des climats de la France métropolitaine dans laquelle la commune est exposée à un climat océanique altéré et est dans la région climatique  Nord-est du bassin Parisien, caractérisée par un ensoleillement médiocre, une pluviométrie moyenne régulièrement répartie au cours de l'année et un hiver froid (3 °C). 
Pour la période 1971-2000, la température annuelle moyenne est de 10,7 °C, avec une amplitude thermique annuelle de 14,8 °C. Le cumul annuel moyen de précipitations est de 733 mm, avec 12,1 jours de précipitations en janvier et 9,5 jours en juillet. Pour la période 1991-2020, la température moyenne annuelle observée sur la station météorologique la plus proche, située sur la commune de Valenciennes à 8 km à vol d'oiseau, est de 11,0 °C et le cumul annuel moyen de précipitations est de 694,1 mm,. Pour l'avenir, les paramètres climatiques de la commune estimés pour 2050 selon différents scénarios d'émission de gaz à effet de serre sont consultables sur un site dédié publié par Météo-France en novembre 2022.

## Urbanisme

### Typologie
Au 1er janvier 2024, Vicq est catégorisée ceinture urbaine, selon la nouvelle grille communale de densité à sept niveaux définie par l'Insee en 2022.
Elle appartient à l'unité urbaine de Valenciennes (partie française), une agglomération internationale regroupant 56  communes, dont elle est une commune de la banlieue,,. Par ailleurs la commune fait partie de l'aire d'attraction de Valenciennes (partie française), dont elle est une commune de la couronne,. Cette aire, qui regroupe 102 communes, est catégorisée dans les aires de 200 000 à moins de 700 000 habitants,.

### Occupation des sols
L'occupation des sols de la commune, telle qu'elle ressort de la base de données européenne d'occupation biophysique des sols Corine Land Cover (CLC), est marquée par l'importance des territoires agricoles (80,1 % en 2018), en diminution par rapport à 1990 (85,8 %). La répartition détaillée en 2018 est la suivante : 
terres arables (52,6 %), zones urbanisées (16,7 %), prairies (11,2 %), cultures permanentes (9,4 %), zones agricoles hétérogènes (6,9 %), forêts (3,2 %). L'évolution de l'occupation des sols de la commune et de ses infrastructures peut être observée sur les différentes représentations cartographiques du territoire : la carte de Cassini (XVIIIe siècle), la carte d'état-major (1820-1866) et les cartes ou photos aériennes de l'IGN pour la période actuelle (1950 à aujourd'hui).

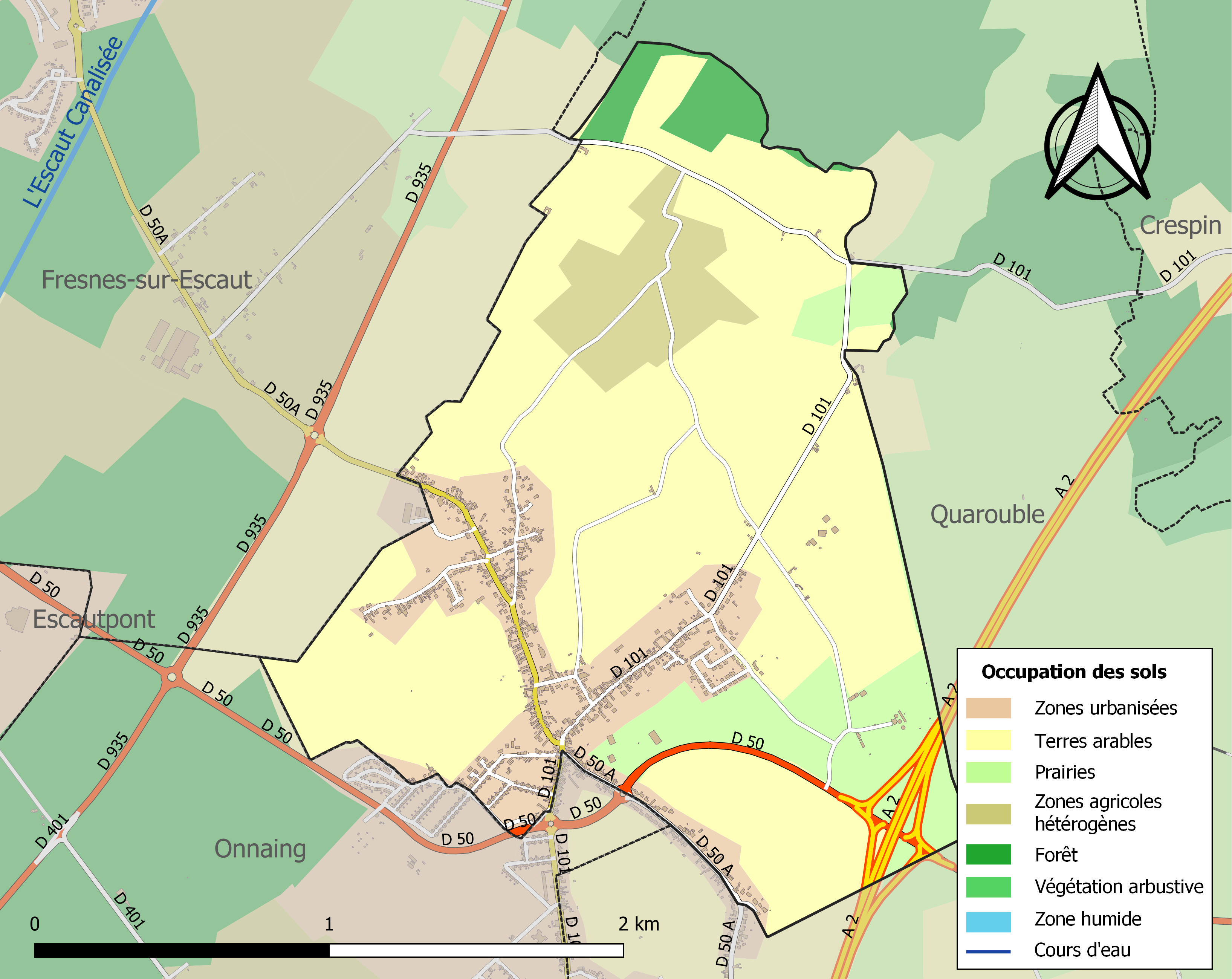
Carte des infrastructures et de l'occupation des sols de la commune en 2018 (CLC).

### Voies de communications et transports
La commune est desservie par la ligne 6 du réseau Transvilles.

## Toponymie
Vy, Vi, Vicus, Vij, Vii, Wic, Wicq, selon des documents entre les XIVe et XVIIIe siècles. La forme Vi proviendrait du latin vicus, signifiant bourg ou village.

## Histoire
Des traces d'occupation préhistorique, gauloise et gallo-romaine sont nombreuses dans la région qui a ensuite été victime de nombreuses occupations, invasions, pillages, guerres et batailles, avec par exemple en 881, une expédition de Regnier au long col, comte de Hainaut qui tentait de s'opposer à un chef viking à Condé-sur-Escaut. Une bataille sanglante a eu lieu à la lisière des marais de Vicq, où le Comte du Hainaut fut défait et fait prisonnier,.
Avant la Révolution française, Vicq a donné son nom à une famille de la noblesse.
Bonaventure Éloy (1706-1791), chevalier, est seigneur de Vicq, en vertu de lettres de terrier obtenues du roi en mai 1758. Né à Soignies (Belgique), fils de Jacques-Macaire et de Marie-Isabelle Dutrieux, il exerce diverses fonctions d'importance. Avocat au conseil souverain du Brabant, il est naturalisé français par lettres données à Fontainebleau en octobre 1732. En 1733, il est conseiller à la cour du Parlement de Flandres, passe conseiller au conseil supérieur de Douai le 14 octobre 1771, doyen du Parlement de Flandres en 1776, président de la noblesse du bailliage de Douai en 1789, où il participe aux réunions préparatoires aux États Généraux. Il meurt  à Douai le 4 octobre 1791, à 85 ans. Il épouse le 16 février 1733 Marie-Philippine-Joseph Bridoul (1709-1779). Baptisée à Douai le 16 mai 1709, elle est la fille de Jean-Hippolyte-Géry Bridoul, bourgeois de Douai, conseiller référendaire au Parlement de Flandres et de Marie-Françoise de Fontaine. Elle meurt à Douai le 28 février 1779, à 69 ans.
Les abords du marais étaient autrefois desservis par une voie ferrée (déclassée) qui reliait Blanc-Misseron à Saint-Amand-les-Eaux par Fresnes-sur-Escaut. Deux arrêts étaient proposés, rue de Crespin (ou de la gare) et rue Basse, avec barrière et passage à niveau. Une halte temporaire au niveau du marais existait lors des fêtes hippiques de Valenciennes célébrées dans le marais chaque année au mois d'août au XIXe siècle.
Le 26 avril 1955, le village s'est cru replongé au temps de la Seconde Guerre mondiale : pendant la nuit, un bombardier anglais en perdition percute un groupe de maisons ouvrières. L'accident fait quatre morts, une femme et deux enfants brulés vifs, et le pilote de l'avion. Celui-ci avait été volé à Portsmouth par un élève pilote de l'armée de l'air britannique, la Royal Air Force (RAF).

## Politique et administration
| Période                                  | Période        | Identité               | Étiquette    | Qualité                                                          |
| ---------------------------------------- | -------------- | ---------------------- | ------------ | ---------------------------------------------------------------- |
| 1800                                     | 1808           | Jean Pierre Coquelet   | sans         | Cultivateur                                                      |
| 1808                                     | 1814           | Emmanuel Joseph Deleau | sans         | Cultivateur-propriétaire                                         |
| 1814                                     | 1821           | Benoit Richard         | sans         | Cultivateur                                                      |
| 1821                                     | 1835           | Pierre Antoine Mariage | sans         | Cultivateur                                                      |
| 1835                                     | 1839           | Pierre Joseph Deleau   | sans         | Cultivateur                                                      |
| 1839                                     | 1840           | Pierre Joseph Roland   | sans         | Cultivateur, rue de Crespin                                      |
| 1840                                     | 1855           | Nicolas Joseph Richard | sans         | Cultivateur, rue du Marais                                       |
| 1855                                     | 1870           | Verchain Pisson        | sans         | Cultivateur, rue du Marais                                       |
| 1870                                     | 1875           | Louis Roland           | sans         | Cultivateur, rue de Crespin                                      |
| 1875                                     | 1878           | Désiré Joseph Duplat   | sans         | Cultivateur, rue du Presbytère                                   |
| 1878                                     | 1881           | Nicolas Richard        | sans         |                                                                  |
| 1881                                     | 1891           | Modeste Sizaire        | sans         | Cultivateur, rue de Fresnes                                      |
| novembre 1891                            | mars 1893      | Adolphe Carpentier     | sans         | Propriétaire, rue de Fresnes                                     |
| avril 1893.                              | septembre 1907 | Eugène Duplat          | conservateur | Cultivateur, rue de la Piette                                    |
| novembre 1907                            | mai 1908       | Pierre Joseph Collet   | sans         | Cultivateur, rue du Marais, adjoint faisant fonction, puis maire |
| mai 1908                                 | novembre 1919  | Louis Richard          |              | Cultivateur, rue de la Gare                                      |
| décembre 1919                            | décembre 1920  | Robert Richard         |              |                                                                  |
| janvier 1921                             | 1934           | Louis Richard          |              | Cultivateur, rue Nicolas Richard (rue de la Gare)                |
| 1934                                     | 1944           | Alfred Coquelet        |              | Employé, rue de Fresnes                                          |
| 1944                                     | 1950           | Gaston Doye            |              | Président de la délégation municipale en 1944, puis maire        |
| 1950                                     | 1982           | Zéphirin Mariage       |              | Commerçant, Doyen des maires du valenciennois                    |
| 1982                                     | mars 1990      | Marcel Morchipont      |              | Agriculteur, rue de Fresnes                                      |
| mars 1990                                | janvier 1996   | Jeanne Dochez          |              | Première femme, maire de Vicq                                    |
| janvier 1996                             | En cours       | Jean-Charles Dulion    |              | Plus jeune maire du valenciennois                                |
| Les données manquantes sont à compléter. |                |                        |              |                                                                  |

Galerie de portraits des maires de Vicq
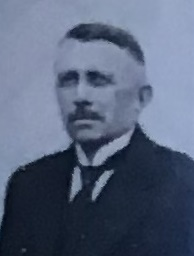
Louis Richard
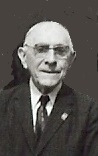
Zéphirin Mariage
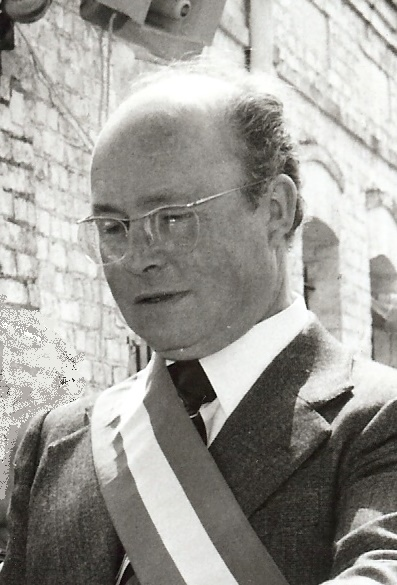
Marcel Morchipont
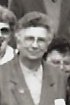
Jeanne Dochez-Houriez

### Instances judiciaires et administratives
La commune relève du tribunal d'instance de Valenciennes, du tribunal de grande instance de Valenciennes, de la cour d'appel de Douai, du tribunal pour enfants de Valenciennes, du conseil de prud'hommes de Valenciennes, du tribunal de commerce de Valenciennes, du tribunal administratif de Lille et de la cour administrative d'appel de Douai.

### Instances religieuses
Vicq, sous le patronage de saint Nicolas, fait partie de la paroisse Sainte-Marie-Goretti du Hainaut qui regroupe 12 villages, dont le centre est à Onnaing, au sein du Doyenné des Marches du Hainaut (centre à Bruay-sur-Escaut), comportant également les 2 autres paroisses de Saint-Jacques en Val d'Escaut (centre à Bruay-sur-Escaut) et de Saint-François en Val d'Escaut (centre à Condé-sur-Escaut), du Diocèse de Cambrai.

## Population et société

### Démographie

#### Évolution démographique
L'évolution du nombre d'habitants est connue à travers les recensements de la population effectués dans la commune depuis 1800. Pour les communes de moins de 10 000 habitants, une enquête de recensement portant sur toute la population est réalisée tous les cinq ans, les populations de référence des années intermédiaires étant quant à elles estimées par interpolation ou extrapolation. Pour la commune, le premier recensement exhaustif entrant dans le cadre du nouveau dispositif a été réalisé en 2004.

En 2022, la commune comptait 1 472 habitants, en évolution de −2,26 % par rapport à 2016 (Nord : +0,51 %, France hors Mayotte : +2,11 %).
| 1800 | 1806 | 1821 | 1831 | 1836 | 1841 | 1846 | 1851 | 1856 |
| ---- | ---- | ---- | ---- | ---- | ---- | ---- | ---- | ---- |
| 703  | 796  | 810  | 852  | 844  | 890  | 860  | 812  | 835  |

| 1861 | 1866 | 1872 | 1876 | 1881 | 1886 | 1891 | 1896 | 1901  |
| ---- | ---- | ---- | ---- | ---- | ---- | ---- | ---- | ----- |
| 906  | 910  | 903  | 915  | 915  | 894  | 865  | 905  | 1 232 |

| 1906  | 1911  | 1921  | 1926  | 1931  | 1936  | 1946  | 1954  | 1962  |
| ----- | ----- | ----- | ----- | ----- | ----- | ----- | ----- | ----- |
| 1 332 | 1 302 | 1 226 | 1 304 | 1 337 | 1 264 | 1 239 | 1 313 | 1 379 |

| 1968  | 1975  | 1982  | 1990  | 1999  | 2004  | 2006  | 2009  | 2014  |
| ----- | ----- | ----- | ----- | ----- | ----- | ----- | ----- | ----- |
| 1 388 | 1 301 | 1 219 | 1 196 | 1 253 | 1 213 | 1 312 | 1 415 | 1 483 |

| 2019  | 2022  | - | - | - | - | - | - | - |
| ----- | ----- | - | - | - | - | - | - | - |
| 1 464 | 1 472 | - | - | - | - | - | - | - |

#### Pyramide des âges
La population de la commune est relativement jeune.
En 2018, le taux de personnes d'un âge inférieur à 30 ans s'élève à 38,6 %, soit en dessous de la moyenne départementale (39,5 %). À l'inverse, le taux de personnes d'âge supérieur à 60 ans est de 20,1 % la même année, alors qu'il est de 22,5 % au niveau départemental.
En 2018, la commune comptait 722 hommes pour 756 femmes, soit un taux de 51,15 % de femmes, légèrement inférieur au taux départemental (51,77 %).
Les pyramides des âges de la commune et du département s'établissent comme suit.
| Hommes | Classe d’âge | Femmes |
| ------ | ------------ | ------ |
| 0,1    | 90 ou +      | 0,4    |
| 3,1    | 75-89 ans    | 5,3    |
| 15,7   | 60-74 ans    | 15,5   |
| 21,5   | 45-59 ans    | 19,6   |
| 20,3   | 30-44 ans    | 21,1   |
| 16,4   | 15-29 ans    | 17,1   |
| 22,9   | 0-14 ans     | 21,0   |

| Hommes | Classe d’âge | Femmes |
| ------ | ------------ | ------ |
| 0,5    | 90 ou +      | 1,4    |
| 5,3    | 75-89 ans    | 8,1    |
| 14,8   | 60-74 ans    | 16,2   |
| 19,1   | 45-59 ans    | 18,4   |
| 19,5   | 30-44 ans    | 18,7   |
| 20,7   | 15-29 ans    | 19,1   |
| 20,2   | 0-14 ans     | 18     |

## Culture locale et patrimoine

### Lieux et monuments

Vicq
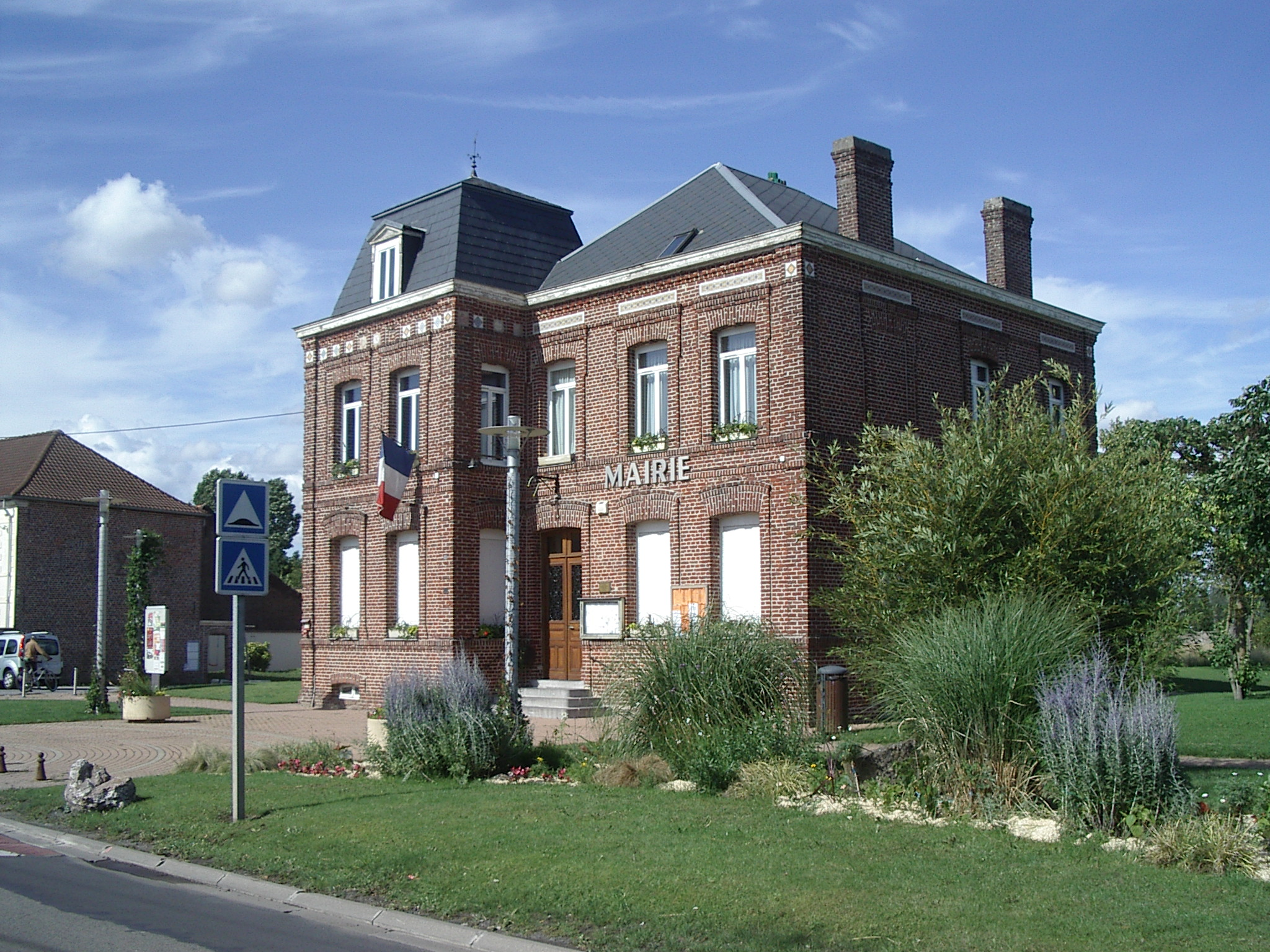
Mairie
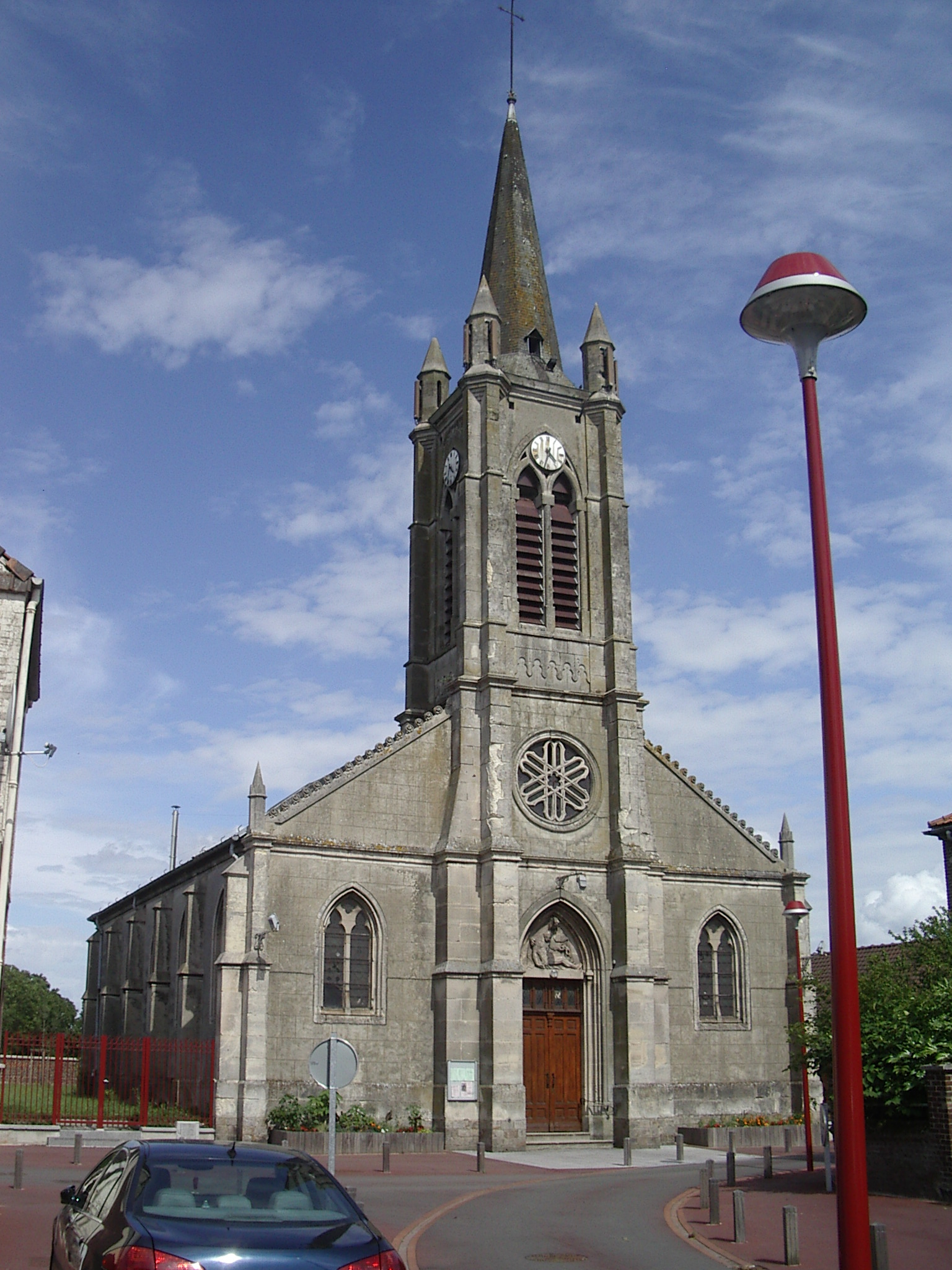
Église Saint Nicolas
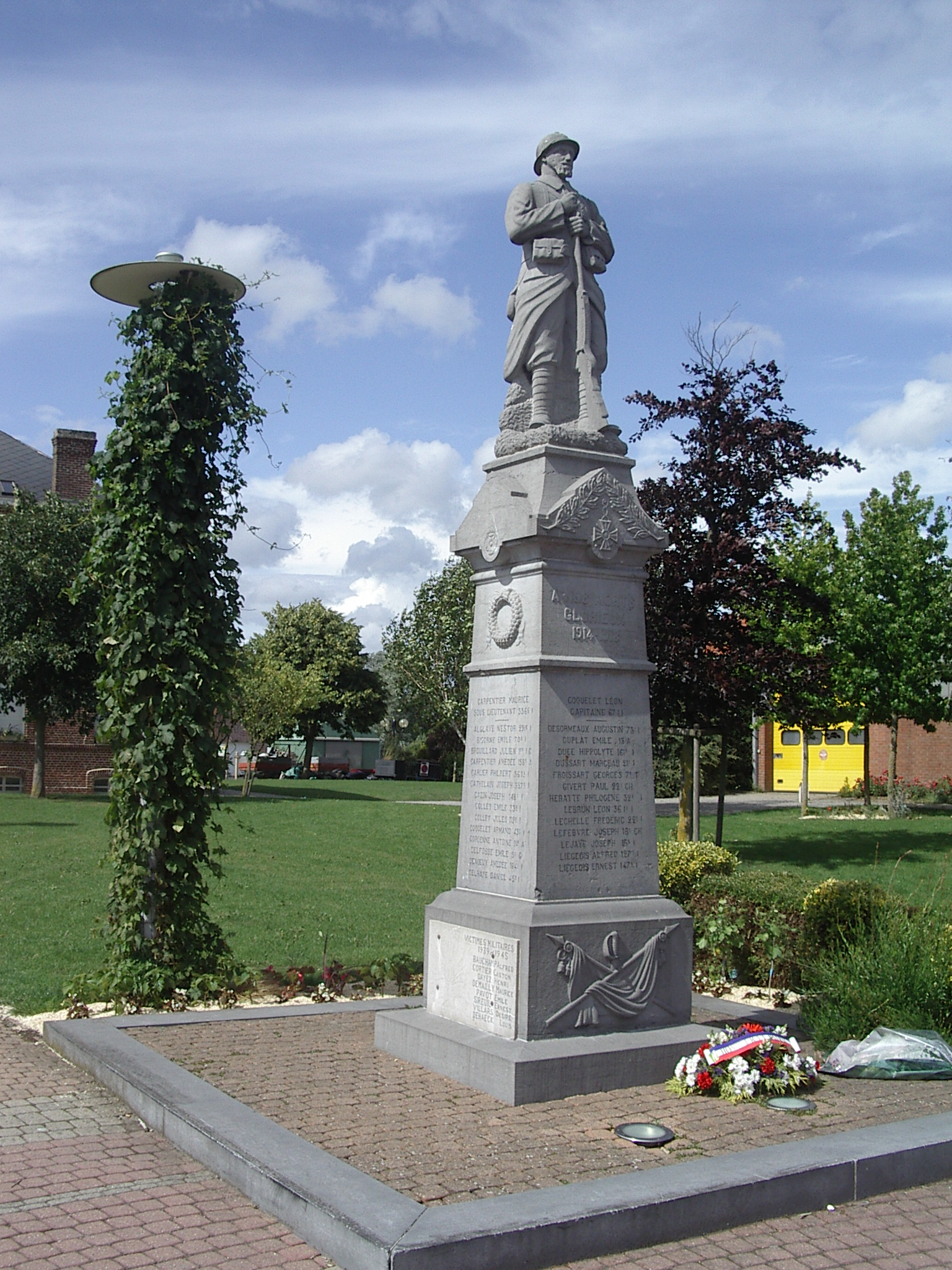
Monument aux morts
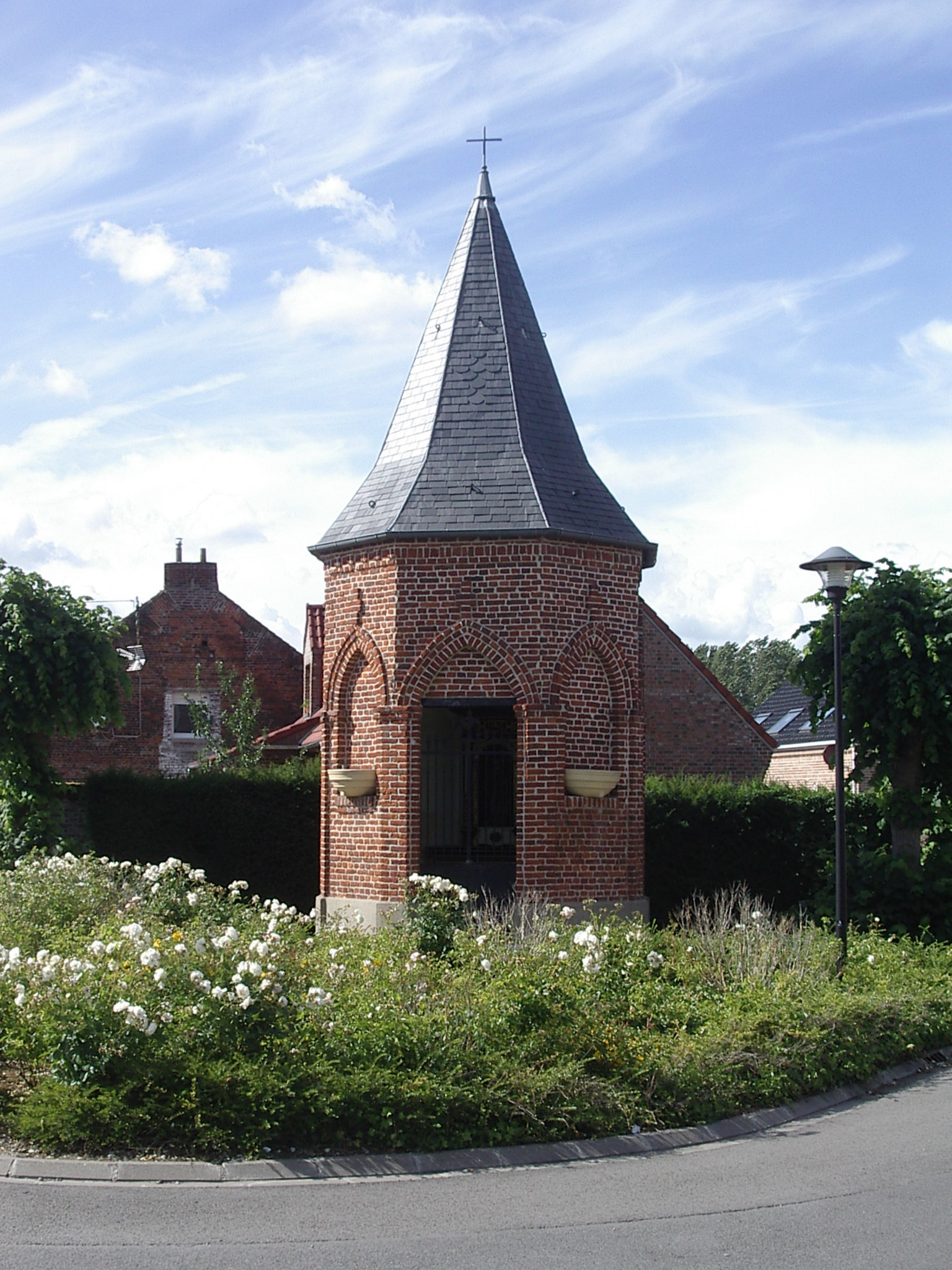
Chapelle Saint Roch

Autres lieux : le calvaire, la chapelle Sainte Rita.

## Personnalités liées à la commune

### Famille de Vicq
- Antoine de Vicq est cité dans un texte de partage de biens du 20 mars 1632. À sa mort, il était écuyer, seigneur de Bertof, marié à Marie Descamp[23].
- Charles Joseph de Vicq écuyer, vit au XVIIIe siècle. Il est seigneur de la Chaussée, fief situé à Comines et consistant en rentes seigneuriales. Il a pris pour femme Marie Jeanne Legillon.
- Pierre Joseph de Vicq, fils de Charles Joseph, écuyer, seigneur de la Chaussée et de Zunebecq, bénéficie le 15 février 1776 d'une sentence de noblesse. il est né à Lille le 24 avril 1743 et a épousé le 8 juin 1773 Caroline Valentine Joseph de Vitry (Vitry-en-Artois?), fille d'Hippolyte Joseph, écuyer, seigneur de Malfiance, etc.[23].

### Autres personnalités
- Robert Noireau (1912 Vicq-1999 Beauvais), résistant français, alias Georges, compagnon de la Libération

### Héraldique
| Blason de Vicq (Nord) | Blason  | D'azur à une croix pattée et alaisée d'argent, l'écu semé de fleurs de lis du même. |
| Blason de Vicq (Nord) | Détails |                                                                                     |

### Culture et traditions
- Le conte Le Poirier de Misère, écrit par Charles Deulin (1827-1877), dans Cambrinus et autres Contes se passe  au village de Vicq, sur les bords de l'Escaut. On y évoque notamment le marais de Vicq.
- Le chôlage (Choulette ou Cholette) est un jeu de crosse pratiqué chaque année à travers le village lors du Mardi Gras. « Ce jeu consiste à lancer, avec une crosse, une bille en bois dure appelée Cholette, vers un but toujours éloigné qui est souvent, un arbre, une borne, la porte d'une maison connue » selon la description qu'en fit le lillois Edouard Boldoduc à la fin du 19è siècle[35].
- Le Marquis de Bitaillon, géant de la commune, inauguré et baptisé le 8 mai 2001 sur la place Carpentier après un défilé dans la commune, à l'invitation de la Mairie, de l'association des Joyeux Choleux et du CAT Atelier du Hainaut d'Anzin[36].

## Pour approfondir